# 인사하고, 키스
《인사하고, 키스》(一礼して、キス, Make a Bow and Kiss)는 일본에서 제작된 후루사와 켄 감독의 2017년 멜로/로맨스 영화이다. 이케다 에라이자 등이 주연으로 출연하였다.

## 원작
- 쇼가쿠칸『베쓰코미』2012년 10월호 - 2015년 1월호까지 연재된 소녀만화.

## 출연

### 주연
- 이케다 에라이자
- 나카오 마사키

### 조연
- 마츠오 타카시
- 스즈키 카츠히로
- 마에야마 타카히사
- 하기와라 미노리
- 유키 코우세이
- 카나모리 케이토
- 사토 유스케
- 마시마 히데카즈
- 오시다 가쿠